# 宜陽殿

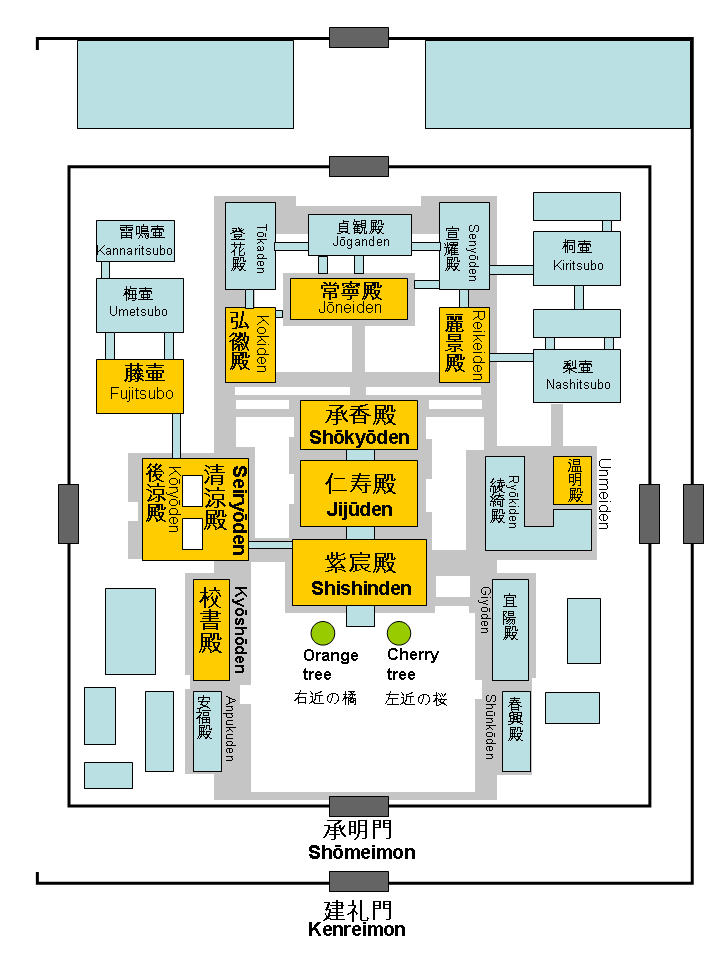
平安京内裏図

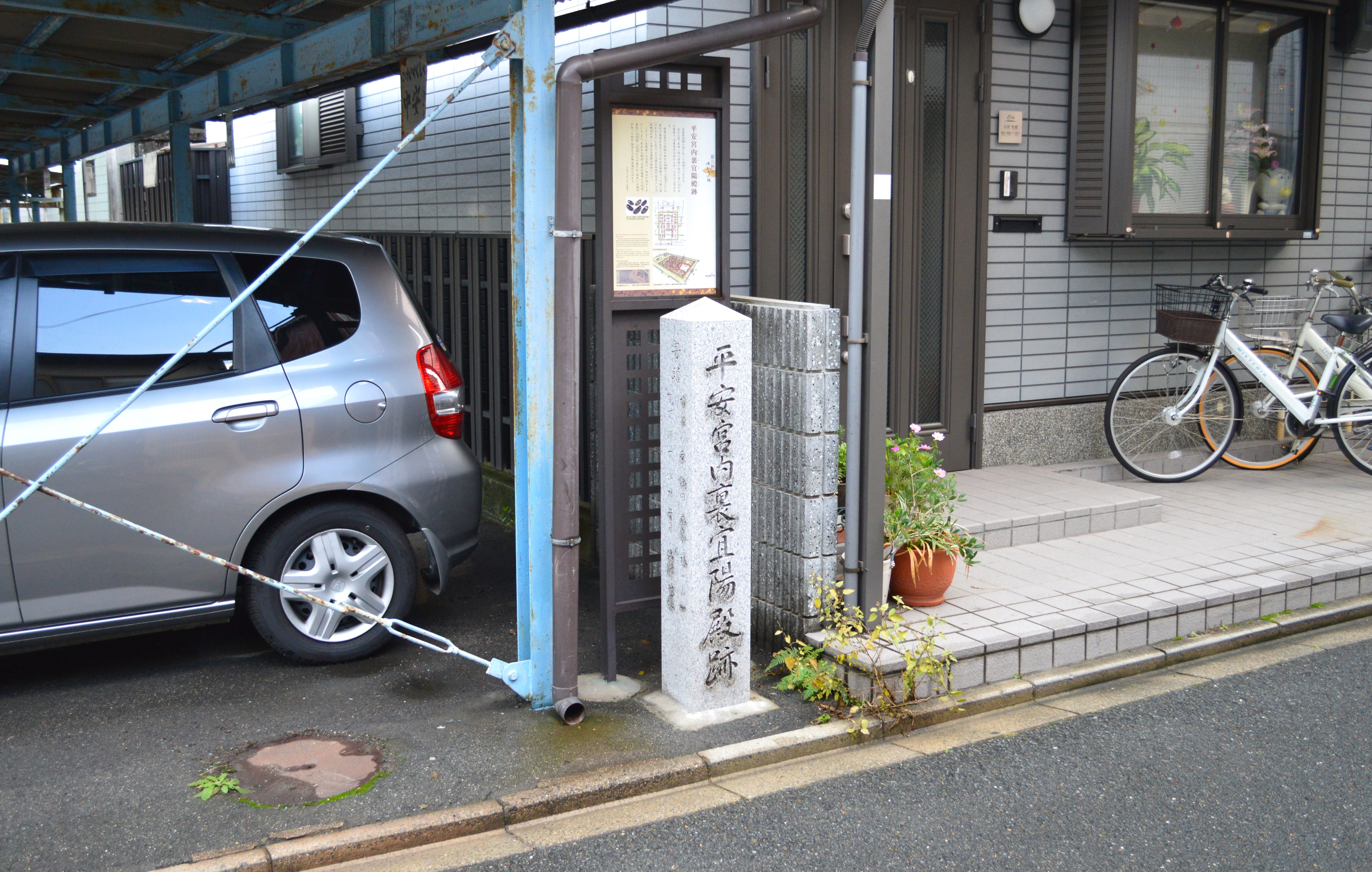
平安京内裏 宜陽殿跡碑
京都市上京区下丸屋町。碑は殿跡の北西隅に位置。

宜陽殿（ぎようでん）とは、平安京の内裏における殿舎のひとつ。
内裏の南東にあり、紫宸殿の東南、綾綺殿の南、日華門を挟んで春興殿の北に位置する。南庭西側の校書殿とは東西に相対する。
母屋は天皇累代の御物・宝物を保管しておく納殿として用いられた。西庇に左近衛陣座が置かれ、そこで陣定が盛んに行われたが、後に陣定の会場は紫宸殿につながる軒廊へと移っていった。『貞観儀式』（飛駅条）には宜陽殿を「為政殿」と呼んでおり、平安時代前期に太政官の会議は宜陽殿にて開催され、必要に応じて下級役人や諸国の使者を隣の左近衛陣座に呼んで喚問していたものが、会議の場所自体が陣座に移されて開かれるようになったとする説もある。
現在の京都御所にも古式に則って再建されたものが伝わっている。